# Flandreau
Flandreau är administrativ huvudort i Moody County i South Dakota. Enligt 2020 års folkräkning hade Flandreau 2 372 invånare.

## Kända personer från Flandreau
- Gene Amdahl, datorforskare